# Tuomo Könönen
Tuomo Könönen est un footballeur finlandais, né le 29 décembre 1977 à Trollhättan en Suède. Il évolue comme arrière gauche.

## Palmarès
MyPa-47
- Championnat de Finlande
  - Champion (1) : 2005
- Coupe de Finlande
  - Vainqueur (1) : 2004